# عقد موثق

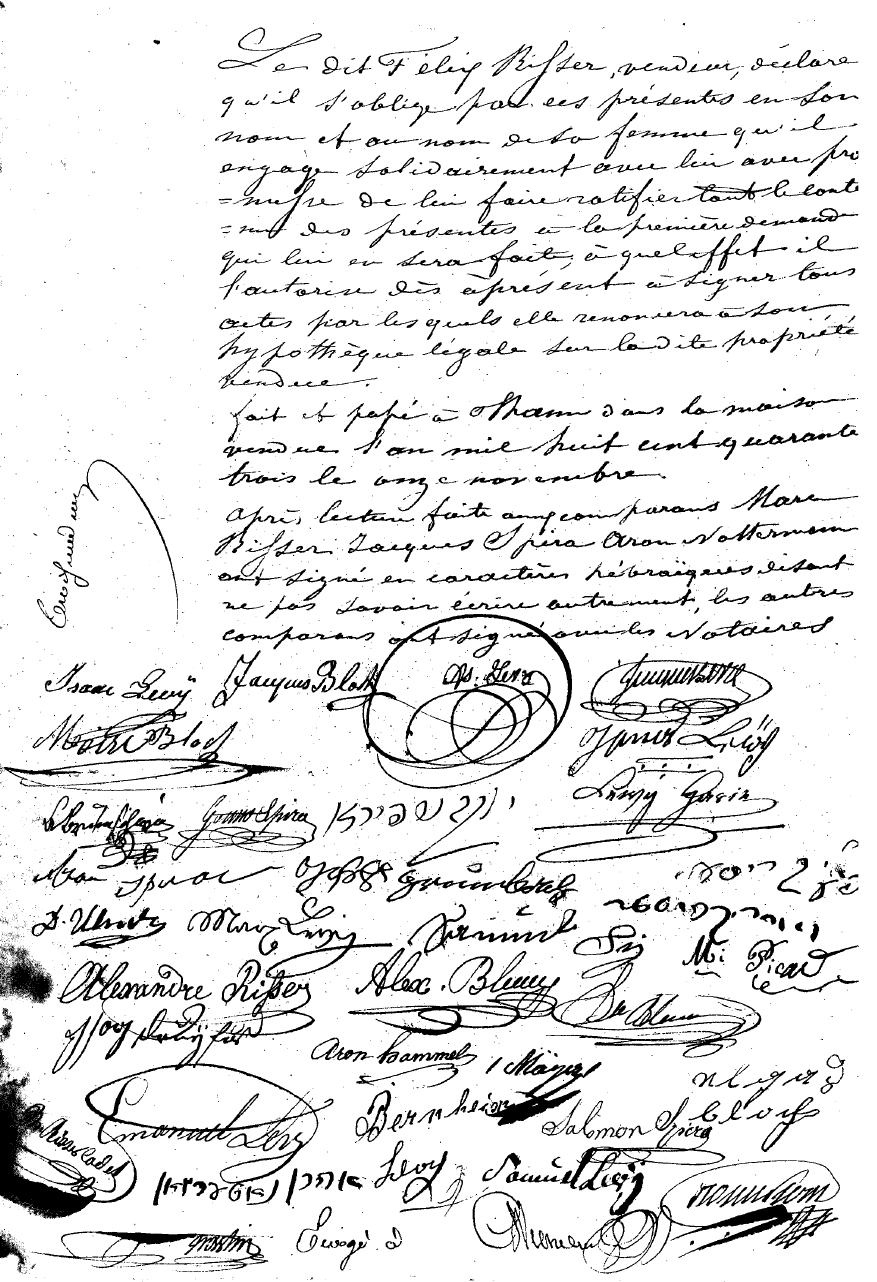
عقد موثق بتاريخ 11 نوفمبر 1849.

العَقْدُ المُوَثَّق، الذي يسمى أحيانًا العَقْدُ التَّوْثيقي، هو عمل قانوني رسمي يحرر ويوقع (ينفذ ويمرر) من قبل كاتب العدل أو الموثق المدني أو غيرهما بناءً على طلب المتعاقد أي موكله أو زبونه. وبحكم طبيعته كضابط عمومي أو مقدم لخدمة عامة، فإن الموثق، من خلال احترامه لأشكال ومعايير معينة، يضفي طابع الرسمية على المُحرّرِ كوثيقة صادرة عن السلطة العامة: وهذا ما يُعرف بالوثيقة الرسمية. يعتبر العقد المحرّر لدى كاتب العدل دليلا على محتواه، حتى يثبت أنه مزور، ويشكل سنداً واجب النفاذ ويضمن تاريخ إصداره (ثابت التاريخ). ومن ثم يمكن أن يُستخدم كأداة إثبات أمام المحاكم، على سبيل المثال، سند ملكية العقار. وهذا ما يُعرف بالوثيقة الفعّالة.